# Château de Vischering
 (avril 2021).
Le contenu est difficilement compréhensible vu les erreurs de traduction, qui sont peut-être dues à l'utilisation d'un logiciel de traduction automatique.
Le château de Vischering est un château de type Wasserburg situé dans la ville allemande de Lüdinghausen (Rhénanie-du-Nord-Westphalie). Construit en 1271 dans un but défensif (château fort), il est détruit en 1521, puis reconstruit au cours du XVIe siècle.

## Histoire
Le château de Vischering, construit par le drossart des évêques de Münster, dit Droste de Vischering en 1271, servait avant tout à la défense, mais, malgré ses nombreuses fosses, il fut pris et brûlé en 1521. Il fut reconstruit pour y habiter et sert de musée depuis une trentaine d’années. La dernière pièce reconstruite date de 1617.
Lorsque c’était un Wasserburg, il y avait un chemin de ronde, une chapelle, un beffroi, et deux bâtiments : un pour les nobles, et un pour les serviteurs et les écuries. Ils avaient alors un moyen de défense tel que l’arquebuse de 11 kg. Dans le château se cachait une trappe qui permettait d’accéder directement aux fosses, un moyen de fuite efficace. Dans une salle, on cachait des moyens de torture : le Fussblock, où l’on suspendait les gens par les pieds : au bout d’un moment le sang ne parvenait plus aux pieds et les faisaient gonfler ; ou encore le carcan, un collier de 2,5 kg, avec une ouverture étroite qui, une fois refermée ne pouvait être rouverte.

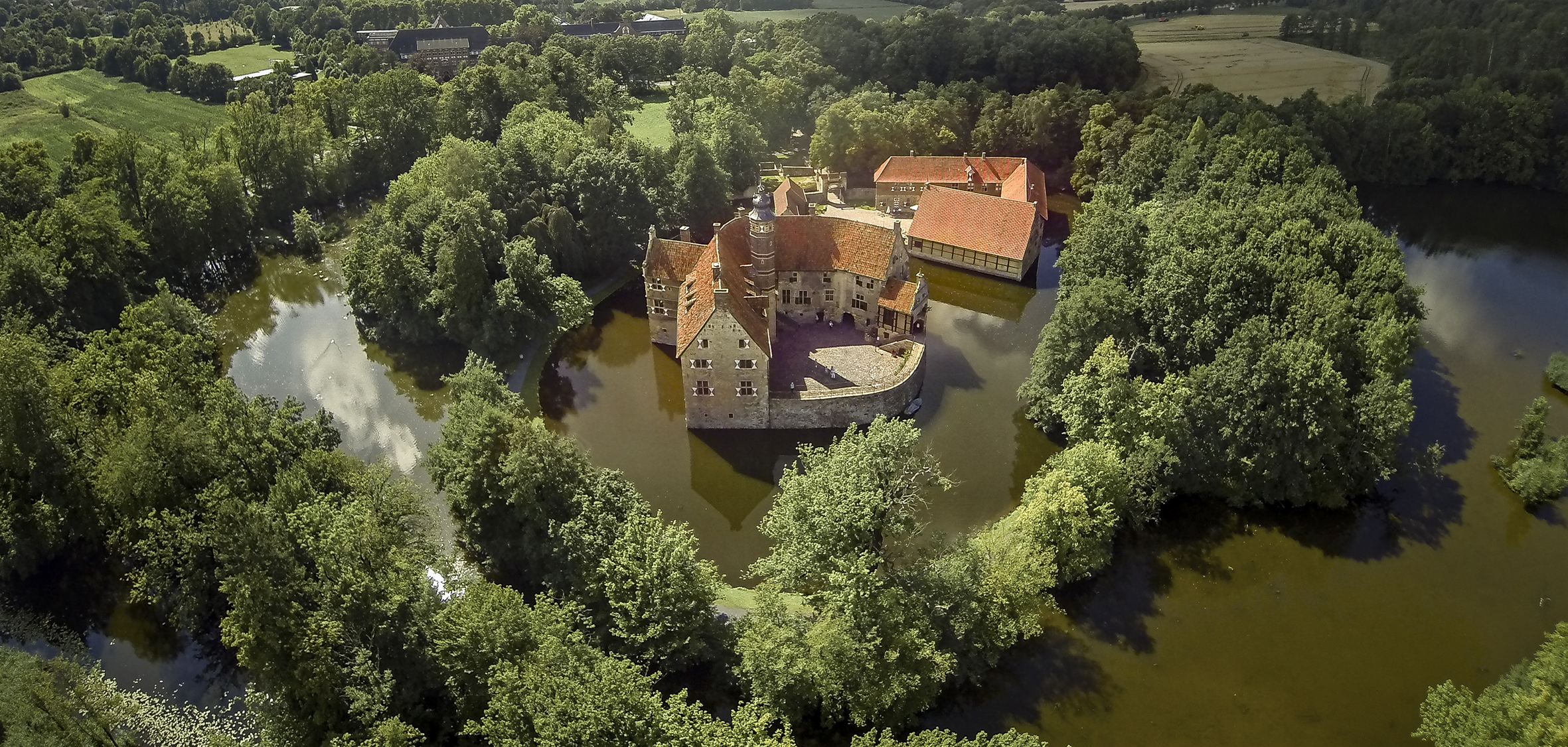
Vue aérienne du château de Vischering (2014)
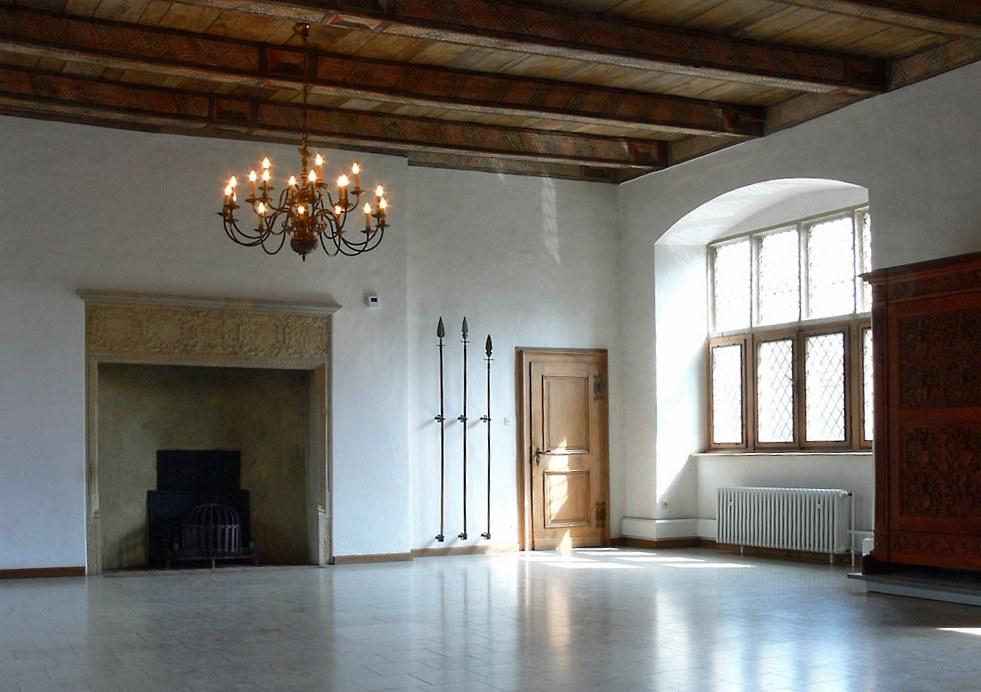
La salle des chevaliers.
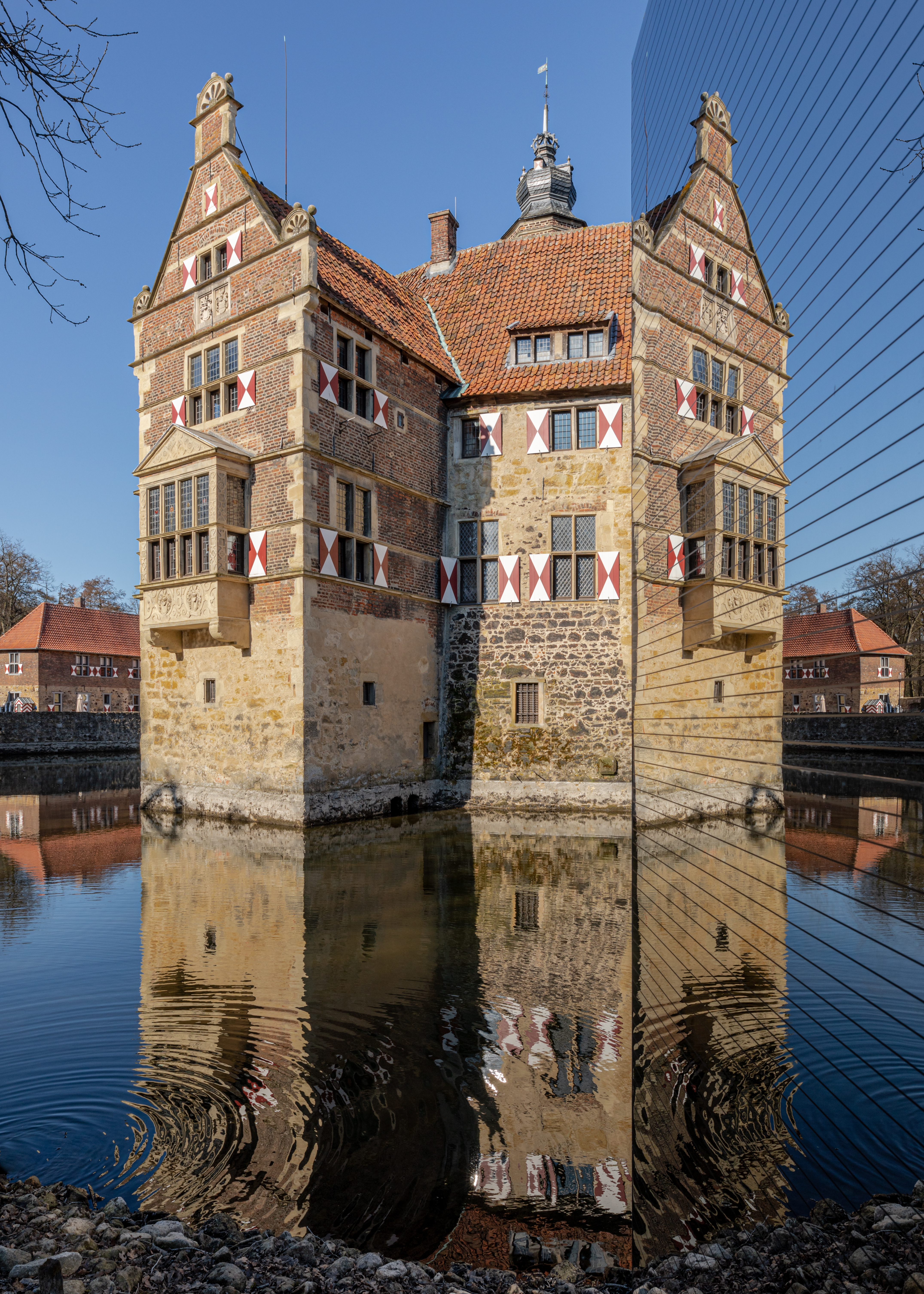
Reflets du château de Vischering (mars 2021).
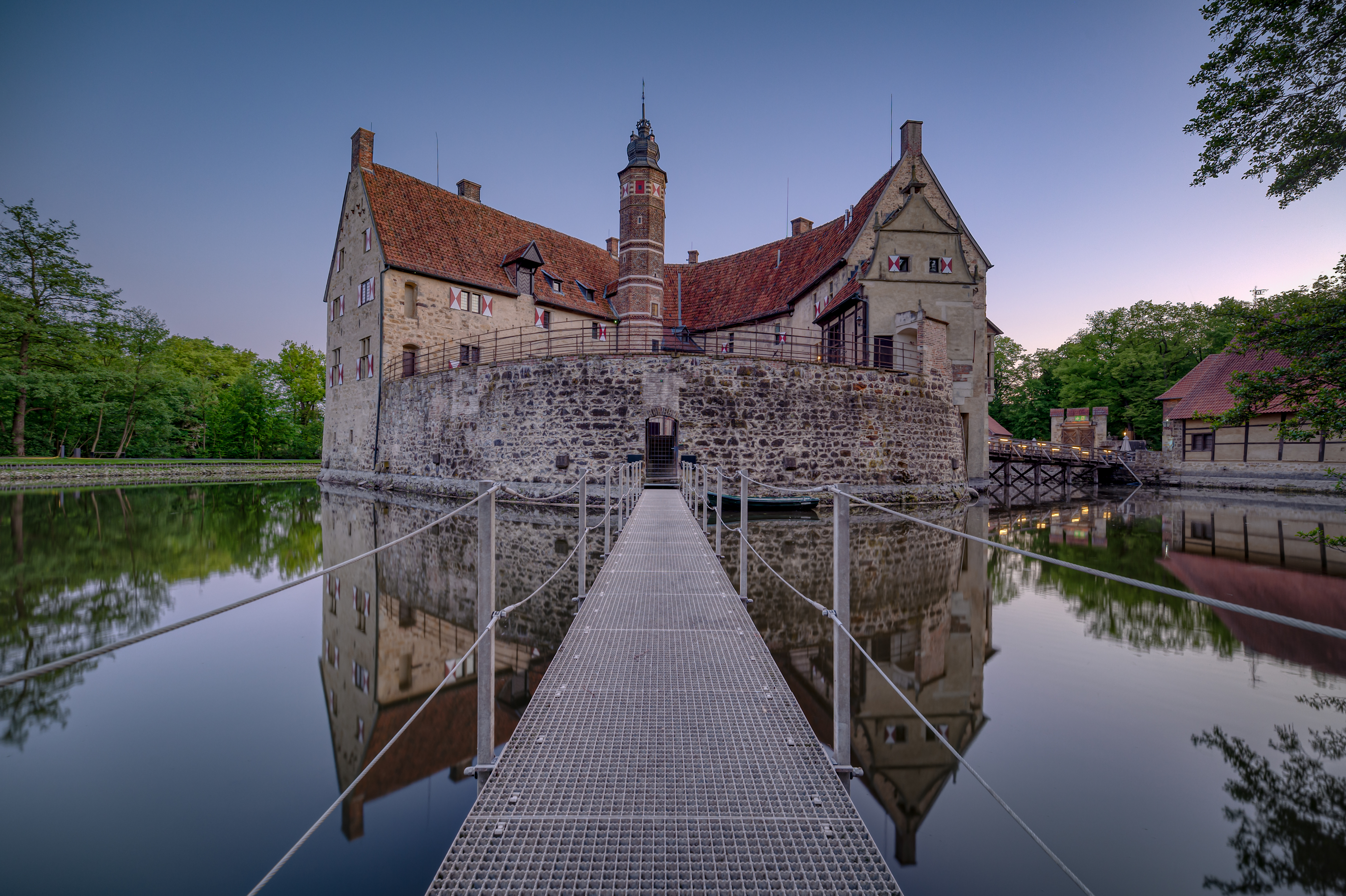
L'entrée du chateau, le soir (mai 2021).

On pouvait chasser et pêcher dans la nature environnante. Leur petit secret était de faire manger du raisin aux sangliers avant de les tuer pour qu’ils aient meilleur goût. Lorsque les habitants du Wasserschloss partaient en voyage, ils mettaient leurs objets précieux dans un tonneau dans la rivière, attaché à une chaîne. Ils prenaient leurs repas dans la salle des chevaliers l’hiver.